# 香港过路黄
香港过路黄（学名：Lysimachia alpestris）为报春花科過路黃属的植物，为中国的特有植物。屬於多年生草本植物，多生长在山谷林下，目前尚未由人工引种栽培。
香港過路黃的模式標本於1850年在香港島扯旗山頂採集。分布在香港的扯旗山、柏架山、大潭、鶴咀和馬鞍山及牛押山等，亦有極少量分布於新會古兜山。